# ألكس مارتين
ألكس مارتين (بالإسبانية: Álex Martín)‏ هو لاعب كرة قدم إسباني في مركز الدفاع، ولد في 25 يناير 1998 في لاس بالماس دي غران كناريا في إسبانيا. لعب مع نادي ليغانيس.

## وصلات خارجية
- ألكس مارتين على موقع قاعدة بيانات كرة القدم.إي يو (الإنجليزية)
- ألكس مارتين على موقع Soccerway.com (الإنجليزية)